# Домброви (Свентокшиське воєводство)
Домброви (пол. Dąbrowy) — село в Польщі, у гміні Ключевсько Влощовського повіту Свентокшиського воєводства.
Населення — 18 осіб (2011).
У 1975-1998 роках село належало до Пйотрковського воєводства.

## Демографія
Демографічна структура на день 31 березня 2011 року:
|          | Загалом | Допрацездатний вік | Працездатний вік | Постпрацездатний вік |
| -------- | ------- | ------------------ | ---------------- | -------------------- |
| Чоловіки | 11      | 4                  | 5                | 2                    |
| Жінки    | 7       | 3                  | 3                | 1                    |
| Разом    | 18      | 7                  | 8                | 3                    |